# Juliusz Machulski
Juliusz Machulski (Olsztyn, 10 maart 1955) is een Pools filmregisseur, filmproducent en draaiboekauteur. Hij werd vooral bekend vanwege zijn komische films die het leven in het communistische Polen op de korrel namen.

## Levensloop
Juliusz Machulski werd op 10 maart 1955 geboren als zoon van acteur Jan Machulski en Halina Machulska. In 1973 werd hij toegelaten tot de filologische faculteit van de Universiteit van Warschau. In 1975 besloot hij echter om over te stappen naar de Staatshogeschool voor Film, Televisie en Theater te Łódź. Hij debuteerde in 1981 met Vabank: een komedie rond het verhaal van twee Poolse gangters in de jaren dertig. In 1984 volgde de sciencefictionkomedie Seksmisja. Deze film werd, hoewel door de censuur aanmerkelijk ingekort, een van de meest populaire films die gedurende de jaren tachtig in de Sovjet-Unie werden vertoond. Zijn film Kingsajz uit 1987 werd een van zijn belangrijkste films. Het thema is vergelijkbaar met dat uit Seksmisja, maar werd in deze film sterker aangezet. De film kwam bovendien uit in een tijd dat anti-communistische gevoelens sterk leefden in Polen. Citaten uit deze film verschenen dan ook in graffiti op de muren.
Zijn films die vanaf 1989 verschenen bleven onverminderd populair, maar kregen geen enthousiaste filmkritieken meer. Ze werden eerder als grof dan als intelligent gezien. Zijn televisieserie Matki, żony i kochanki uit 1996 werd vervolgens opgevat als het einde van een regisseur die zich niet aan nieuwe tijden wist aan te passen.
In 1997 en 1999 maakte hij echter zijn revanche met Kiler en Kiler-ów 2-óch. Deze komedies, over een taxichauffeur die door de politie voor een beruchte moordenaar wordt aangezien, worden beschouwd als belangrijke cultfilm.

## Filmografie
- Vabank (1981)
- Seksmisja (1984)
- Vabank II czyli Riposta (1984)
- Kingsajz (1987)
- Déjà vu (1988)
- VIP (1991)
- Szwadron (1992)
- Girl Guide (1995)
- Matki, żony i kochanki (1995)
- Kiler (1997)
- Kiler-ów 2-óch (1999)
- Pieniądze to nie wszystko (2000)
- Superprodukcja (2003)
- Vinci (2004)
- Ile waży koń trojański (2008)
- Kołysanka (2010)

## Prijzen
- 1981 - Filmfestival Gdynia: beste regiedebuut voor Vabank
- 1984 - Filmfestival Gdynia: hoofdprijs voor Seksmisja
- 1984 - Filmfestival van Gdańsk: Gouden Dollar voor Seksmisja
- 1998 - Gouden Eend voor Kiler

- Biblioteca Nacional de España: XX4735216
- Bibliothèque nationale de France: cb161275208 (data)
- Gemeinsame Normdatei: 119138603
- International Standard Name Identifier: 0000 0001 1579 0859
- Library of Congress Control Number: n93012768
- Nationale Bibliotheek van Tsjechië: js20050905020
- Nationale Bibliotheek van Israël: 987007349785905171
- Nederlandse Thesaurus van Auteursnamen: 073304166
- Système universitaire de documentation: 146737644
- Virtual International Authority File: 100340799
- WorldCat: E39PBJdrHC9t44cG9FH4Jv34v3